# 第60統制旅団 (ロシア陸軍)
第60統制旅団（だい60とうせいりょだん、ロシア語: 60-я бригада управления）とは、ロシア陸軍の旅団。西部軍管区の第1親衛戦車軍指揮下にある。部隊番号76736。

## 歴史
- 2014年：第1親衛戦車軍の編成と並行してモスクワにて編成
- 2022年：ロシアのウクライナ侵攻に参加。
- 2023年1月：新兵が肺炎で死亡する。この時新兵が搬送された病院の医師が重篤な状態でありながら治療を拒否した。また部隊内での新兵への虐待があるとされている[3][4]。